# Полапи
Пола́пи — село в Україні, у Ковельському районі Волинської області. Населений пункт є частиною Рівненської сільської громади. Населення становить 1083 осіб.

## Клімат
Клімат у Полапах помірно-континентальний, із м'якою зимою і теплим літом, затяжною весною та осінню. Середньорічна кількість опадів — 595—605 мм. У теплий період року випадає до 70 % опадів. Переважають західні вітри. Середня температура січня −4,4 °C, липня +18,6-18,8 °C.

## З історії села
Перша згадка про село Полапи належить до XVI ст.
О. Цинкаловський у своєму дослідженні «Стара Волинь і Волинське полісся» пише: «Полапи або Полопи, село Володимир-Волинського повіту Згоранської волості, яке знаходилося на відстані 76 км від міста Володимира. В кінці XIX ст. у селі нараховувалося 195 домів і 1159 жителів. Дерев'яна церква з XVIII ст. на місці старої з XVI ст., церковно-приходська школа»

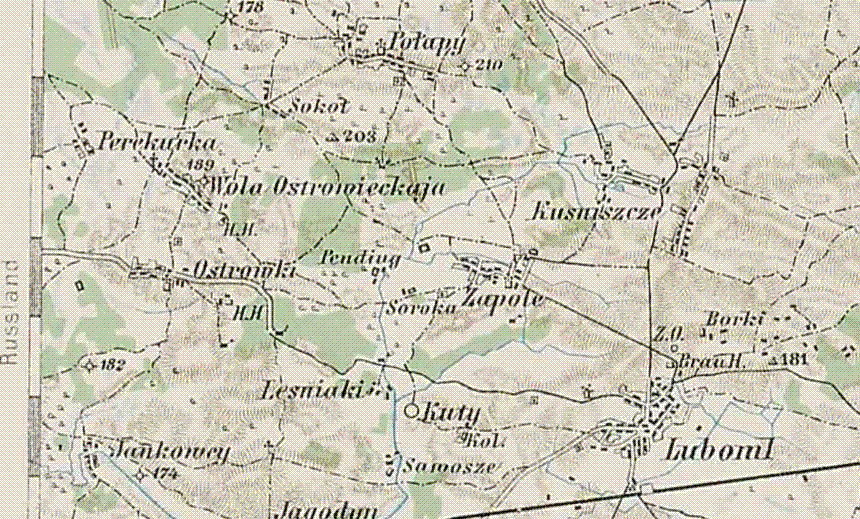
Полапи, 1910 рік

На жаль, інших писемних згадок та й документальних історичних відомостей про життя людей села у XVI—XVIII ст. немає. Збереглася лише легенда про походження назви села Полапи, яка належить до початку XVI ст., і яку ще в середині ХХ ст. розповідав найстаріший житель села Сидняк Давид Романович.
Із-за Буга від пана втік один український кріпак із собакою. Збудувавши землянку, поселився жити на Кутку (частина сучасного села). Інший пан із села Запілля, що знаходилося на південь від села Полапи, поїхав сюди на полювання і по лапах собачих слідів резнайшов цього кріпака-втікача. Зустрівшись одного разу із забузьким паном на бенкеті, запільський пан розповів про знахідку. Той подарував кріпака-втікача запільському панові. А запільський пан залишив жити втікача на тому ж місці. Так було заселено цю місцевість і названо Полапи.
Село за часів кріпосного права належало поміщикові Браніцькому.
В 1917 році село входить до складу Української Народної Республіки.
Внаслідок поразки Перших визвольних змагань село опиняється в складі Польської Республіки.
У вересні 1939, згідно із Пактом Молотова — Ріббентропа в Полапи прийшов СРСР. Під час встановлення радянської влади в селі було організовано загін з 20 чоловік — місцевих жителів, який мав допомогти Червоній Армії. В січні 1940 р. був вперше створений колгосп імені Чапаева. Перша комсомольська організація була створена навесні 1940 р.
22 червня 1941 село потрапило під владу німців, а з 18 червня 1944 село знову опиняється під владою СРСР.
В 1944 в селі Полапи знову відновлена Радянська влада.
Роки з 1944 по 1951 були періодом боротьби радянської влади із підпільними угрупуваннями ОУН та Українською Повстанською Армією. Восени 1951 залишки боївок УПА було ліквідовано. В тому ж 1951 було завершено колективізацію села.
З 24 серпня 1991 року село належить до незалежної України.

## Етнічні чистки
5 жовтня 1943 року польські відділи Армії Крайової під командуванням поручика Владислава Чермінського (псевдо «Яструб»), поручика Станіслава Кондзеляви (псевдо «Каня»), поручика Казиміра Філіповича (псевдо «Корд»), під керівництвом поручика Валерія Крокая (псевдо «Сивий») та російської збройної групи (червоні партизани) чисельністю більшою, ніж польські, провели акцію у селі Полапи і в селі Сокіл.
Село Полапи було спалене (із 360 садиб спалено 300), замордовано більше 39 осіб (дітей, літніх чоловіків, жінок), а польськими жінками було пограбоване. Більшість зі знищених українців мали від 60 до 90 років. Польськими загонами було спалено православну Успенську Церкву в селі Полапи.

## Населення
Згідно з переписом УРСР 1989 року чисельність наявного населення села становила 1131 особа, з яких 571 чоловік та 560 жінок.
За переписом населення України 2001 року в селі мешкали 1083 особи.

### Мова
Розподіл населення за рідною мовою за даними перепису 2001 року:
| Мова       | Відсоток |
| ---------- | -------- |
| українська | 99,35 %  |
| російська  | 0,46 %   |
| білоруська | 0,09 %   |

## Успенська церква

Свято-Успенська церква с. Полапи, спалена у 1943 році поляками

Перша відома згадка про греко-католицьку церкву святого Микити у селі датується 1755 роком. Після заборони пізніше греко-католиків у Рсійській імперії, церква стала православною під назвою Успенська Церква.
З архівних документів відомо, що храм який було спалено поляками 13 жовтня 1943 року, був побудований в 1868 році. Цей храм на честь Успіння Пресвятої Богородиці був дерев'яний.
12 лютого 1990 року до Волинської обласної ради подано всі необхідні документи для реєстрації храму. 23 червня того ж року був виданий дозвіл на будівництво храму. А 8 липня 1990 року освятили місце для майбутнього храму. На освяченні цього місця були присутні три священики — благочинний Любомльської округи о. Іоан Лисенко, теперішній благочинний о. Василій Мельничук і о. Володимир Хіночик.
Будівництво тривало три роки на пожертвування сіл Полапи, Сокіл і Гупали. Новозбудований храм майже копія старого, має довжину 24 м, ширину — 10 м, висоту — 15 м. Храм 5 купольний з дзвіницею.
23 серпня 1993 року храм освятив преподобний Ніфонт, єпископ Луцький і Волинський Української православної церкви Московського патріархату. Настоятелем призначено випускника Почаївської Духовної семінарії ієрея Василя Безика.